# 25 січня
25 січня — 25-й день року в григоріанському календарі. До кінця року залишається 340 днів (341 день — у високосні роки).

## Свята і пам'ятні дні

### Релігійні
- Останній день тижня молитов за єдність християн[en] (екуменізм)

#### Західне християнство
- Свято навернення апостола Павла;
- Пам'ять святої Дуйнвени[en] (Уельс).

#### Східне християнство[1]
- Пам'ять святителя Григорія Богослова;
- Пам'ять мучениці Філіцати[en] та синів її Януарія, Фелікса, Филипа, Сильвана, Олександра, Віталія і Марціала;
- Пам'ять преподобного Поплія Сирійського[sr];
- Пам'ять преподобного Мара Співця[sr];
- Ікони Божої Матері, званої «Утамуй мої печалі».

## Іменини
✝  Католицькі: Дуйнвен, Євгенія, Колет, Крісоліус, Пій.
✙ Православні: Віталій, Григорій, Мар, Марціал, Олександр, Поплій, Сильван, Фелікс, Филип, Філіцата, Януарій.

## Події

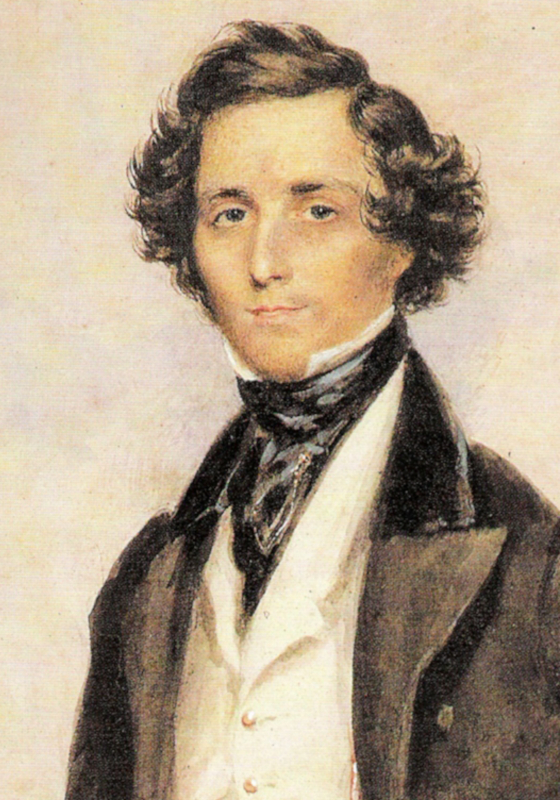
Фелікс Мендельсон

- 1491 — відбулася битва під Заславом з татарами.
- 1573 — Битва при Мікатаґахара: Такеда Шінґен розгромив сили Токуґави Ієясу.
- 1648 — Богдан Хмельницький із козацьким загоном захопив Микитинську Січ, де невдовзі був обраний гетьманом Війська Запорозького. Початок Хмельниччини.
- 1831 — сейм Королівства Польського проголосив усунення від влади у Польщі російського імператора Миколи I. Польща на короткий час повернула собі фактичну незалежність.

- 1858 — марш Мендельсона пролунав на весіллі англійської принцеси Вікторії з кронпринцом Пруссії Фрідріхом, після чого став популярним як весільний марш
- 1878 — російська торпеда на Батумському рейді потопила османський сторожовий пароплав «Інтібах» (перший у світі випадок потоплення судна торпедою).
- 1895 — відбувся перший міжнародний матч з хокею на траві. Збірна Уельсу поступилася гостям з Ірландії з рахунком 0:3.
- 1896 — прем'єра кінофільму братів Люм'єр «Прибуття потягу на вокзал Ла-Сьота»
- 1916 — імператорською владою заборонено діяльність Катеринославської «Просвіти», її керівників арештували та вислали в Іркутську губернію.
- 1917 — на міні в Ірландському морі підірвався британський крейсер «Лаурентік», на борту якого було 3211 злитків золота. Загинуло 350 осіб.
- 1919 — у Нью-Йорку відкритий найбільший готель у світі — «Пенсильванія» (на 2200 номерів).
- 1923 — припиняє існування держава Флашенхальс (Пляшкове горло), що була утворена 10 січня 1919-го на окупованих французькою армією німецьких землях.
- 1924 — у французькому альпійському містечку Шамоні стартували перші зимові Олімпійські ігри, в яких брали участь спортсмени з 18 країн.
- 1945 — Гранд Рапідс у Мічиґані стало першим містом, яке почало фторування питної води для профілактики карієсу.
- 1949 — у Лос-Анджелесі, штат Каліфорнія, відбулася перша церемонія вручення телевізійних нагород «Еммі».
- 1955 — вчені Колумбійського університету створили ядерний годинник, який показує час із похибкою 1 секунда на 300 років.
- 1964 — у США запущений супутник «Echo 2», який встановив супутниковий зв'язок між США та СРСР.
- 1965 — Йосипа Сліпого, що відсидів 18 років у радянських таборах, висвячено у Ватикані кардиналом і призначено головою УГКЦ
- 1971 — італійська ліво-терористична організація «Червоні бригади» провела першу помітну акцію, влаштувавши вибухи на заводі Pirelli в Лаїнате
- 1992 — Україна встановила дипломатичні відносини з Єгиптом.
- 1993 — на орбітальній станції «Мир» пройшла перша у світі художня виставка робіт Ігоря Подольчака[2].
- 2008 — світова прем'єра фільму українського режисера Ігоря Подольчака «Las Meninas» у конкурсі Роттердамського Міжнародного Кінофестивалю.

## Народились

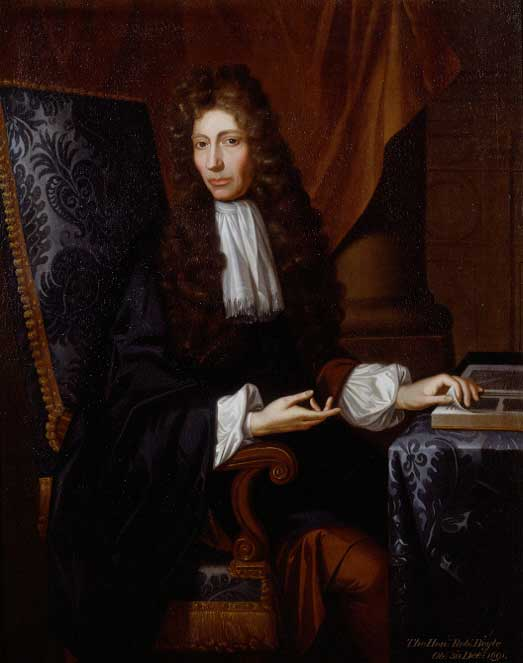
Роберт Бойль

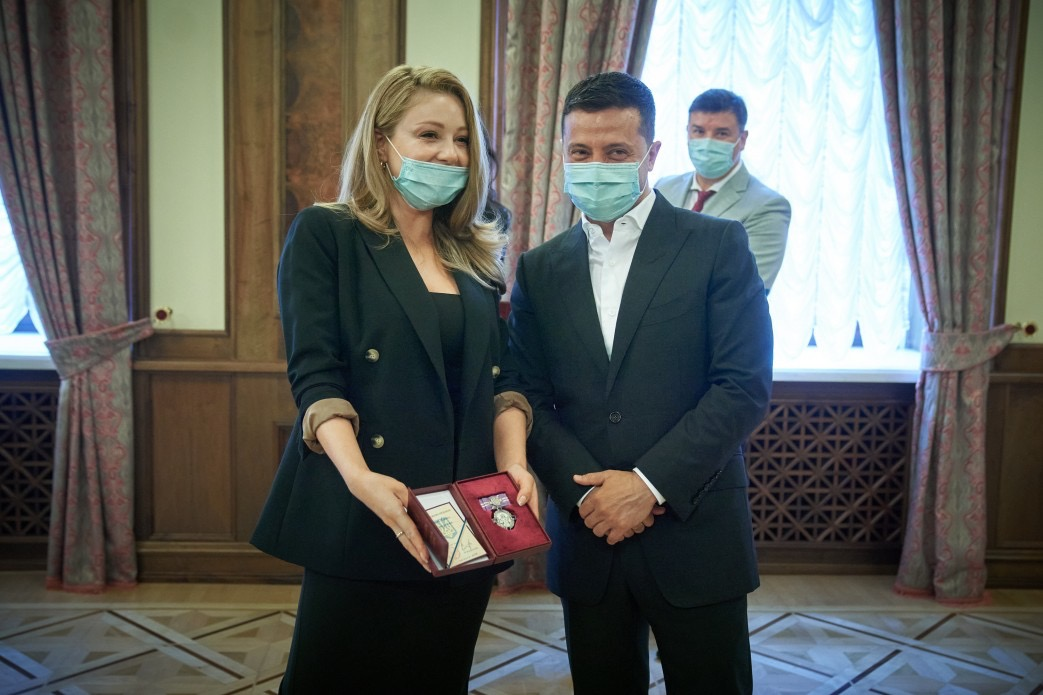
Тіна Кароль і Володимир Зеленський

Дивись також Категорія:Народились 25 січня
- 1615 — Говерт Флінк, голландський живописець, відомий як портретист, майстер історичної картини, представник Золотої доби голландського живопису, визнаний одним з найкращих учнів Рембрандта.
- 1627 — Роберт Бойль, англійський хімік, фізик і філософ.
- 1708 — Помпео Батоні, італійський художник XVIII століття.
- 1736 — Жозеф-Луї Лагранж, французький математик і механік.
- 1741 — Григорій Соболевський, український лікар-ботанік і фармаколог.
- 1743 — Фрідріх Генріх Якобі, німецький філософ, молодший брат поета Йогана Георга Якобі.
- 1759 — Роберт Бернз, шотландський поет.
- 1783 — Вільям Колгейт, американський бізнесмен.
- 1806 — Деніел Маклайз, ірландський художник-портретист, майстер історичного жанру, книжковий ілюстратор.
- 1852 — Василь Данилевський, український фізіолог, лікар-ендокринолог, засновник і директор Органотерапевтичного інституту, один з перших електрофізіологів в Україні. Брат біохіміка Олександра Данилевського.
- 1872 — Микола Скрипник, український політичний і державний діяч, активний поборник політики українізації 1920—1930-х.
- 1874 — Вільям Сомерсет Моем, англійський письменник.
- 1882 — Вірджинія Вулф, британська письменниця, літературний критик. Провідна фігура модерністської літератури першої половини XX століття.
- 1886 — Вільгельм Фуртвенглер, німецький диригент і композитор. Один із найвідоміших німецьких диригентів XX сторіччя.
- 1899 — Сліпі Джон Естес, американський блюзовий музикант.
- 1900 — Феодосій Добржанський, український і американський генетик і еволюційний біолог.
- 1913 — Вітольд Лютославський, польський композитор.
- 1926 — Юсеф Шахін, єгипетський режисер і сценарист, класик національного кіно.
- 1929 — Робер Форіссон, французький академік, літературознавець, письменник, історик.
- 1931 — Віктор Цимбаліст, український актор.
- 1933 — Корасон Акіно, президент Філіппін в 1986—1992 роках.
- 1942 — Еусебіу, португальський футболіст
- 1978 — Володимир Зеленський, український державний діяч та шоумен, шостий Президент України.
- 1980 — Шаві Ернандес, іспанський футболіст.
- 1981 — Аліша Кіз, американська співачка та композитор, лауреат 12 нагород «Греммі».
- 1982 — Noemi, італійська співачка.
- 1985 — Тіна Кароль, українська співачка.

## Померли

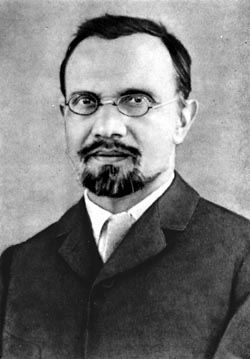
Агатангел Кримський у 1900-х

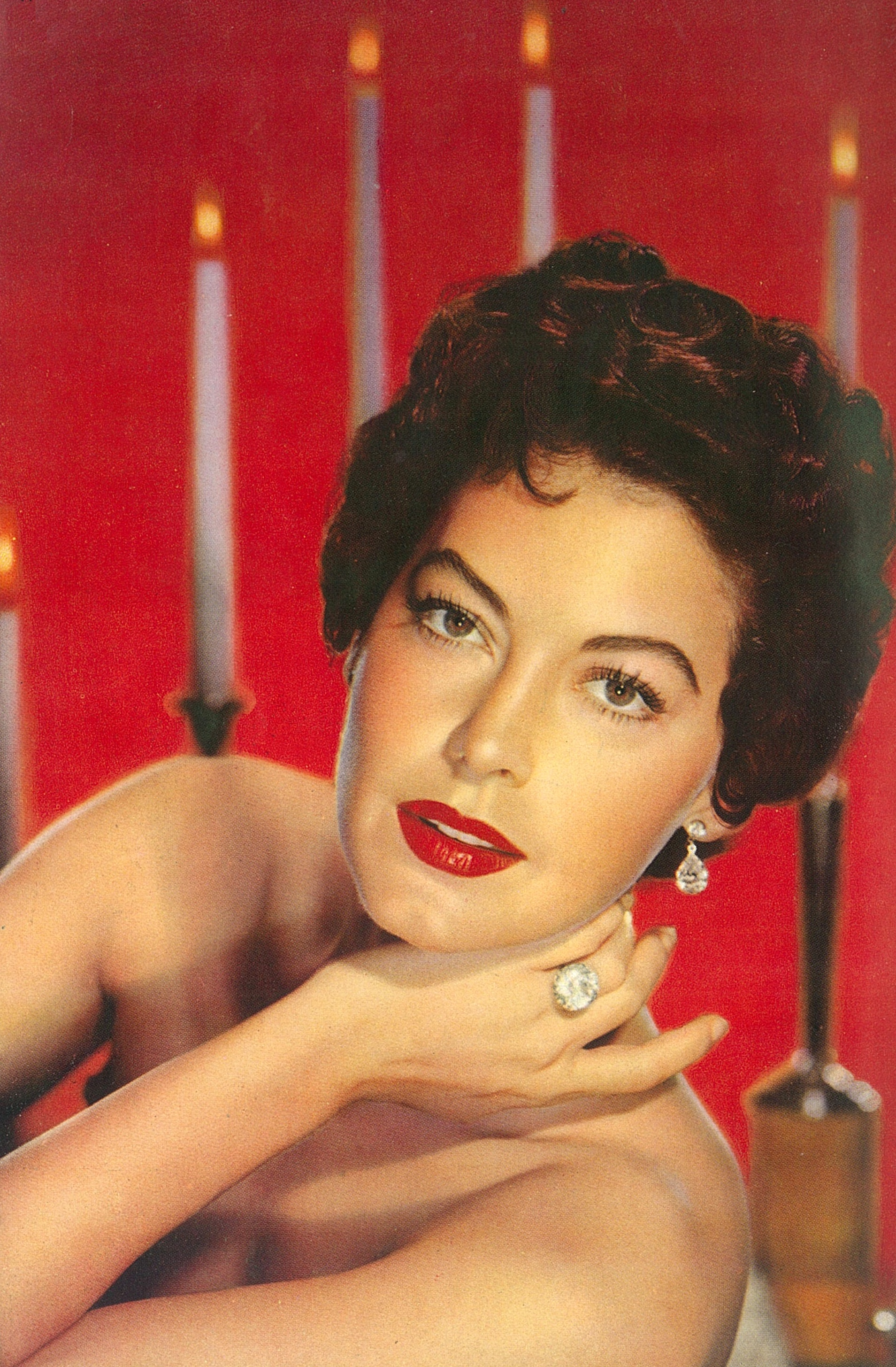
Ава Гарднер

Дивись також Категорія:Померли 25 січня
- 536 — Анкан, 27-й Імператор Японії.
- 1067 — Шу I, 5-й імператор з династії Сун.
- 1138 — Анаклет II, римський антипапа.
- 1578 — Міхрімах, османська принцеса. Дочка османського султана Сулеймана I і Хюррем Хасекі Султан (Роксолани).
- 1586 — Лукас Кранах Молодший, німецький художник-живописець, син Лукаса Кранаха Старшого, молодший брат Ганса Кранаха.
- 1588 — Гаврило Голубок, український військовий діяч, кошовий отаман Війська Запорозького низового.
- 1740 — Джемініано Джакомеллі, італійський бароковий композитор.
- 1742 — Едмонд Галлей, англійський астроном і геофізик.
- 1852 — Фадей Беллінсгаузен, російський мореплавець німецького походження, адмірал.
- 1891 — Анрі де Бруккер, бельгійський політик.
- 1896 — Фредерік Лейтон, англійський живописець і скульптор.
- 1889 — Іван Гриневецький, український актор, режисер, родом з Лемківщини.
- 1921 — Герман Шварц, німецький математик.
- 1942 — Агатангел Кримський, український історик, письменник, перекладач, один з організаторів Академії наук України (1918), жертва сталінського терору.
- 1947 — Аль Капоне, американський гангстер.
- 1952 — Свейнн Б'єрнссон, ісландський політик, правник та дипломат, перший президент Республіки Ісландія.
- 1960 — Бено Гутенберг, німецький сейсмолог.
- 1966 — Дмитро Мілютенко, український і радянський драматичний актор театру і кіно, педагог.
- 1972 — Ергард Мільх, німецький воєначальник часів Третього Райху.
- 1985 — Антоні Кумелья, іспанський художник-кераміст.
- 1990 — Ава Гарднер, американська актриса.
- 1994 — Стівен Кліні, американський логік і математик, праці якого заклали основи теоретичної інформатики.
- 2004 — Міклош Фехер, угорський футболіст.
- 2011 — Деніел Белл, американський соціолог і публіцист.
- 2011 — Богдан Скробут, український поет, дослідник голодомору в Україні 1932-33 років, політичний та громадський діяч, ліквідатор аварії на ЧАЕС, політичний в'язень СРСР.
- 2015 — Деміс Русос, грецький співак.
- 2016 — Михайло Білас, український художник, майстер гобелену, найбільш культовий галицький митець 1970-1980-х рр.[3].